# Il grande gioco del mercante in fiera
Il grande gioco del mercante in fiera è stato un programma televisivo italiano di genere game show, andato in onda su TMC nel 1996 il mercoledì sera in prima serata. La conduzione era affidata a Jocelyn, affiancato da Simona Tagli, Sabrina Salerno, Anna Valle e Angela Melillo.

## Il programma
Il grande gioco del mercante in fiera andò in onda per 10 puntate comprese fra il 2 ottobre e il 4 dicembre 1996 dal Centro Titanus Elios di Roma, ambientato in una scenografia che ricordava un mercato orientale.
La trasmissione si basava su un adattamento in chiave televisiva del gioco da tavolo del mercante in fiera: i concorrenti giocavano con carte vere ed elettroniche e dovevano superare prove di abilità, ogni prova superata consentiva di conquistare una carta. Alla fine vinceva chi si aggiudicava più carte.
Diverse caratteristiche del programma lo rendevano de facto la riedizione de Il grande gioco dell'oca, in onda su Rai 2 nel 1993 e nel 1994 sotto la regia dello stesso creatore Jocelyn. Da tale programma furono in particolare riprese alcune prove e penitenze per i concorrenti, come Il lanciatore di coltelli e Schiaffo o bacio?, oltre alla presenza di Simona Tagli, già inviata della prima edizione de Il grande gioco dell'oca.